# Годовщина смерти
Годовщи́на сме́рти — традиция отмечать годовщину со дня смерти члена семьи, существующая в нескольких странах, включая Армению, Вьетнам, Грузию, Израиль, Индию, Иран, Литву, Китай, Корею, Пакистан, Белоруссию, Россию и Японию, а также в этнических группах выходцев из этих стран (хуацяо, вьеткьеу, тонъпхо, никкэй, евреи). Как и день рождения, годовщина смерти отмечается каждый год, однако, вместо празднования по поводу рождения, поводом для неё является смерть члена семьи или важного для них человека. Аналогичные памятные ритуалы могут проводить через разные промежутки времени.
В Юго-Восточной Азии празднование годовщины смерти является видом культа предков, присутствующим в конфуцианстве, буддизме и индуизме.
Годовщины смерти отмечают и в иудаизме, среди евреев-ашкеназов данный ритуал называется «йорцайт» (идиш יאָרצײַט‎, дословно «время года/годовщины»).
Совершение мессы в память о близком человеке в годовщину его смерти или незадолго до нее также является частью христианской традиции в римско-католической церкви.

## Вьетнам
По-вьетнамски годовщина смерти называется зё (вьет. giỗ), нгай зё (ngày giỗ, «день зё»), дам зё (đám giỗ, церемония зё), быа зё (bữa giỗ, обед зё). Это праздничная встреча родственников, к которой женщины обычно готовят множество блюд в честь усопшего, зажигают благовония. В год обычно празднуют несколько «зё», так что годовщина смерти — повод для встречи, как вьетнамский Новый год. Главным на праздновании обычно является самый старший потомок умершего по мужской линии.
Хотя «зё» — семейный праздник, некоторые годовщины отмечает большинство вьетнамцев, одна из них — День поминовения королей Хунгов, легендарных правителей первого вьетского государства, другой — день памяти сестёр Чынг. В марте 2007 года День памяти Хунгов стал государственным праздником.
На «зё», кроме прочего, готовят особые десерты, любимую еду усопшего, ценимую во вьетнамской кухне курицу. В центральной части страны готовят особый вид блюда «бань», бань ит (bánh ít), рисовые шарики, обёрнутые листьями. Из-за того, что приготовление занимает много времени, некоторые семьи нанимают поставщиков продуктов для «зё».

## Иудаизм
Йорцайт (идиш יאָרצײַט‎, дословно «год времени», «годовщина») — наименование годовщины смерти в иудаизме. Встречаются варианты написания в латинской графике: yahrzeit, yortsayt (транслитерация YIVO), Yohr Tzeit, yartzeit, jahrzeit. На языке ладино аналогичная традиция называется «нахала».
Еврейская традиция предписывает отмечать смерть родственников первой степени: родителей, братьев, сестёр и детей. Основное правило, согласно Галахе, это необходимость зачитывать за усопшего вариант молитвы «кадиш» по крайней мере трижды: в вечерний (маарив), утренний (шахарит) и полуденный (минха) молебны. Кроме того, многие зажигают поминальные свечи (нерот нешама), горящие 24 часа.
Дата йорцайта вычисляется только по еврейскому календарю и может не совпадать с датой смерти по григорианскому или другому, принятому в стране проживания. Существуют разные точки зрения на то, как вычислять йорцайт человека, умершего в Рош Ходеш или в високосный год.
На йорцайт родителей следует поститься или, по крайней мере, воздерживаться от мяса и алкоголя. Ортодоксы часто отмечают сиюм, окончание чтения Талмуда или главы Мишны, в честь усопшего. Галахическое требование отметить сиюм трапезой перекрывает требование поста.
Во многих синагогах на одной из стен располагается полка, на которую ставят мемориальные свечи и подписывают имена умерших членов синагоги. Каждая свеча зажигается в йорцайт, а на службу изкор поджигают их все. В некоторых синагогах все свечи зажигают также в памятные дни, например, Йом ха-Шоа. Свечи на йорцайт не зажигают Девятого ава.

## Китай
В Китае годовщина смерти называется «цзичэнь» (кит. трад. 忌辰, пиньинь jìchén) или «цзижи» (кит. трад. 忌日, пиньинь jìrì).

## Корея
В Корее поминовение усопших в общем называется «чеса» (кор. 제사?, 祭祀?) или «чере» (кор. 제례?, 祭禮?). Примеры чере включают чонмё чере и Сонъгюнгван мунмё — ежегодные церемонии в честь королей и уважаемых конфуцианских учёных, соответственно.
Поминальная церемония в один из традиционных праздников называется «чаре» (кор. 차례?, 茶禮?), а празднование накануне дня смерти родственника — киджеса или чеса (кор. 기제사?, 忌祭祀?, кор. 제사?, 祭祀?). Они отличаются довольно сильно: на киджеса одеваются скромно, стол поминальный, зажигают свечи; на чаре одеваются нарядно, стол также накрывают праздничными блюдами, свечей не зажигают. Поминальный стол включает до 20 блюд, среди которых главными являются рис и нечётное количество супов, тток, оладьи «чон», вяленое мясо «чок», алкоголь (сикхе), сладости хангва, фрукты (кроме персиков). На поминальный стол запрещено ставить все виды рыбы, чьё название кончается на «чхи», а также нельзя добавлять в еду лук, чеснок и красный перец.

## Непал и Индия
В Непале и Индии годовщину смерти называют шраддха. Первая годовщина называется «барси» (от «барас» — «год»). «Шраддха» означает «вера, уважение, почтение» и отмечается наливанием воды в особый сосуд для питья, риса, молока, корней и плодов. Обычно шраддху проводит старший сын, в ритуалах принимает участие вся расширенная семья.

## Япония
В Японии подобный праздник называется мэйнити (яп. 命日), кисин (яп. 忌辰)), а также кидзицу, кинити (яп. 忌日)). Спустя месяц после смерти отмечают цукимэйнити (яп. 月命日), а ежегодная церемония носит название сё:цукимэйнити (яп. 祥月命日).